# Iangreyita
La iangreyita es un mineral, fosfato hidratado de calcio y aluminio con hidroxilos y flúor. Fue caracterizado como una nueva especie a partir de ejemplares procedentes de dos localidades, Huber stock, Krásno,  Karlovy Vary (República Checa), y la mina Silver Coin, Valmy, condado de Humboldt, Nevada (Estados Unidos). El nombre es un homenaje a Ian E. Grey, que fue investigador en el CSIRO (Australia), por sus contribuciones en el campo de la mineralogía.

## Propiedades físicas y químicas
La iangreyita está relacionada estructuralmente con los minerales del grupo de la perhamita. Se encuentra como microcristales tabulares o laminares de contorno hexagonal, incoloros o blancos, y ocasionalmente de tonos rosados. Además de los elementos presentes en la fórmula, puede contener pequeñas cantidades de sodio, potasio, hierro, bario y magnesio.

## Yacimientos
La iangreyita es un mineral raro, conocido en menos de diez localidades en el mundo.Los ejemplares procedentes de la mina Silver Coin son los mejores encontrados hasta el momento, con cristales de hasta 0,4 mm, transparentes. Aparece asociada a meurigita-Na, plumbogummita, kidwellita, strengita,  wardita y otros fosfatos. En Krasno se encuentra como esferulas formadas por cristales laminares mucho más pequeños. Se ha encontrado es la mina Tita, en el grupo minero Golpejas, Golpejas (Salamanca), España, como microcristales tabulares de color blanco  asociada directamente a reichenbachita y a montebrasita. En la pegmatita de Hagendorf Sur,  Hagendorf,  Waidhaus,  (Baviera),  Alemania,  aparece formando esférulas diminutas asociada a perhamita.